# Subvertising

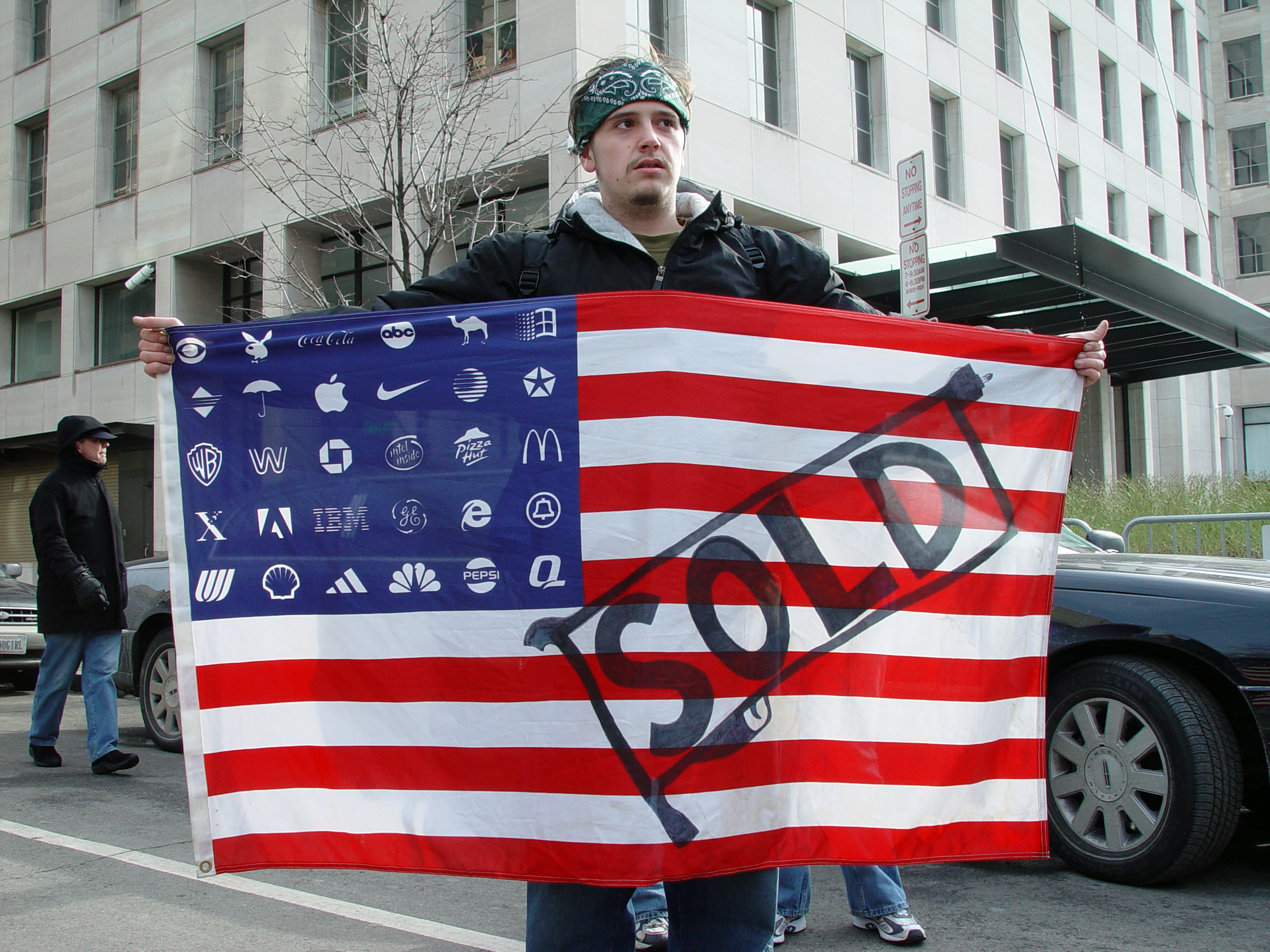
Militante Adbusters com uma falsa bandeira dos Estados Unidos (as estrelas dos Estados são substituídos por logotipos corporativos.)

Subvertising refere-se a prática de parodiar os anúncios políticos, corporativos ou comerciais com objetivo de manifestar a própria posição a respeito das empresas, corporações ou instituições anunciantes que se utilizam da publicidade como arma ideológica. 
Os subverts formam parte do mundo da contrapublicidade mas este último conceito publicitário, usual no contexto hispânico, não descreve nem conota o que no mundo anglo-saxônico se refere por meio dos neologismos  "subvert" e "subvertising".
Como manifestação publicitária de denúncia, os "subverts" podem tomar a forma de uma nova imagem que se corresponde parcialmente com anuncio originário ou pode alterar ou manipular mais ou menos drasticamente a imagem existente.
Segundo AdBusters, uma emblemática revista de contracultura canadense,"um 'subvert' bem produzido imita a forma e aparência do anúncio original, promovendo o clássico 'duplo sentido' pois os espectadores ou receptores adquirem de repente consciência de que foram 'manipulados'. Os subverts criam dissonância cognitiva. São capazes de transcender a hipérbole e a brilhantez da realidade mediatizada e de revelar súbita e momentaneamente uma verdade subjacente mais profunda".
O anglicismo subvertising procede da superposição das palavras "subvert" 'subverter' e "advertising" 'publicidade'. Um dos principais objectivos dos "subvertisements", conhecidos normalmente como subverts (cf. adverts 'anúncios'), é muitas vezes a sabotage política de candidatos e campanhas políticas e de corporações e empresas multinacionais. 